# Vuelo 1851 de Independent Air
El vuelo 1851 de Independent Air fue un vuelo operado por un Boeing 707-331B que realizaba la ruta desde Bérgamo, Italia, hacia Punta Cana, República Dominicana. El 8 de febrero de 1989, durante su aproximación al Aeropuerto de Santa María en las Azores para una escala programada, la aeronave impactó contra el Pico Alto. El accidente provocó la destrucción total del avión y la muerte de todos sus ocupantes, convirtiéndose en el desastre aéreo más mortífero en la historia de Portugal.

## Aeronave
El Boeing 707 destruido en el accidente fue fabricado en marzo de 1968, habiendo recibido matrícula N28727. La aeronave fue operada brevemente por la compañía petrolera Saudi Aramco hasta que fue vendida a la aerolínea estadounidense TWA el 30 de junio de 1968. Permaneció en servicio con esta última hasta 1983 cuando fue vendida a la compañía Atlanta Skylarks. Al año siguiente, la empresa cambió de dueño y pasó a llamarse Independent Air, mientras que el Boeing 707 recibió el nuevo registro N7321T.

## Tripulación
La tripulación de vuelo estaba formada por::
- El Capitán Daugherty tuvo 7.766 horas de vuelo, incluidas 766 horas en el Boeing 707 (278 como primer oficial y 488 horas como capitán). También tuvo 2.259 horas en el Boeing 727 (347 horas como primer oficial y 1.912 horas como capitán).

- El primer oficial Adcock tuvo un total de 3.764 horas de vuelo, aunque solo 64 de ellas en el Boeing 707.

- El ingeniero de vuelo González tuvo un total de 6.756 horas de vuelo, incluidas 1.056 horas en el Boeing 707. También tuvo 2.888 horas en el Boeing 727 y 2.823 horas en el Lockheed C-5 Galaxy.

Una de las azafatas a bordo, Yvette Murray (26), estaba comprometida con el Capitán Daugherty y planeaba casarse en mayo.

## Accidente
Durante la aproximación final al Aeropuerto de Santa María, el controlador instruyó a la tripulación a descender a 3.000 pies (910 m) para una aproximación por ILS a la pista 19. Durante la transmisión, un controlador aprendiz había transmitido también un ajuste incorrecto del QNH (altímetro barométrico) que fue de 9 hPa superior al real. En el momento en que el controlador indicaba la altitud el piloto estaba colacionando el QNH, lo que les llevó a entender erróneamente que debían descender hasta 2.000 pies, como sugiere la colación del piloto: "Estamos re-autorizados a 2000 pies" (610 m). Aunque el primer oficial cuestionó la altitud barométrica, el capitán estaba convencido de que el primer oficial había escuchado la lectura correctamente.
Como estaba siendo utilizada la aproximación por ILS, la tripulación pudo no prestar atención a las referencias visuales que lo dirigían hacia el Pico Alto. Estando cerca del Pico Alto, el avión registró una turbulencia que lo hizo perder altura e impactar contra el pico a una altitud de 1.795 pies (547 m). No hubo ninguna llamada de emergencia en vuelo, por lo que el impacto fue en operación normal.

## Informe
La comisión de investigación determinó que el accidente fue debido a incumplimiento por la tripulación de los procedimientos operativos establecidos que llevaron al descenso deliberado de la aeronave a 2.000 pies cuando la altitud mínima del sector era de 3000 pies. También encontró que el controlador había puesto la aeronave 240 pies (73 m) por debajo de la indicada a bordo de la aeronave, lo que agrava el error original por el primer oficial. Además, se consideró que el controlador había actuado con negligencia al no corregir la colación del piloto cuando anunció que estaban autorizados para 2.000 pies.
Otros factores:
- Técnicas de comunicación defectuosas en la parte del copiloto y el controlador, incluida la no adhesión a la fraseología normalizada en algunas de las comunicaciones tierra.
- El descuido de los procedimientos de la torre de control del aeródromo al no pedir una relectura de la altitud de descenso.
- La experiencia de vuelo internacional limitada de la tripulación y la deficiente formación de la tripulación de la línea aérea que no incluía técnicas de maniobra de emergencia para evitar el terreno.
- El incumplimiento del Instituto Nacional de Aviación Civil de Portugal de informar las publicaciones de información aeronáutica (procedimientos del plan de vuelo y rutas autorizadas).

## Dramatización
Este accidente fue presentado en la vigesimotercera temporada del programa de televisión canadiense Mayday: catástrofes aéreas, en el episodio «Señales mezcladas».  Y luego el accidente fue presentado en la subserie Mayday: Informe Especial, titulado «Datos erróneos».